# Cisticole de Chubb
Cisticola chubbi
Espèce
Statut de conservation UICN

 LC  : Préoccupation mineure
La Cisticole de Chubb (Cisticola chubbi) est une espèce de passereaux de la famille des Cisticolidae.
Son nom commémore l'ornithologue britannique Charles Chubb (1851-1924).

## Répartition et sous-espèces
Selon la classification de référence du Congrès ornithologique international (14.2, 2025) :
- C. c. adametzi Reichenow, 1910 — Grassland ;
- C. c. discolor Sjöstedt, 1893 — mont Cameroun ;
- C. c. chubbi Sharpe, 1892 — forêts d'altitude du rift Albertin ;
- C. c. marungensis Chapin, 1932 — monts Marungu.